# Bismarckturm (Konstanz)
Der Bismarckturm in Konstanz ist mit einer Höhe von 22,8 Meter der höchste Bismarckturm im Bundesland Baden-Württemberg. Er befindet sich auf dem Raiteberg, der 452 m ü. NHN liegt.
Wie andere Bismarcktürme wurde er zu Ehren des „Reichsgründers“ Otto von Bismarck errichtet und sollte in Konstanz am Südrand des Deutschen Reiches ein weithin sichtbares Grenzmonument bilden. Bis 1944/45 entzündete man dort jährlich zu Bismarcks Geburtstag am 1. April Feuer in den Feuerschalen auf dem Dach und den Podestsockeln. Bis 2007 hat dort der Ortsverband Bodensee des „Deutschen Amateur-Radio-Club e. V.“ einen Netzknoten und eine Mailbox im Packet-Radio-Funknetz betrieben.

## Baugeschichte
In Konstanz hatte man bereits um das Jahr 1890 herum den Plan gefasst, ein Denkmal zu Ehren Bismarcks zu errichten, doch der Plan eines solchen Baus auf dem Raiteberg scheiterte aus finanziellen Gründen. Erst mit der Spende einer größeren Summe für den Bau durch Gustav Prym, Inhaber des Stolberger Druckknopf-Unternehmens William Prym GmbH & Co. KG, konnte der Grundstock zu einer „Bismarck-Denkmal-Stiftung“ gelegt werden. An dieser beteiligten sich auch viele Bürger der Stadt Konstanz.
Schon vor der Einweihung war Graf Ferdinand von Zeppelin am 25. September 1912 dort zu Besuch. Er hatte zu den insgesamt 36.000 Mark, die der Bau des Turms kostete, 1.000 Mark beigesteuert.
Die Baupläne lieferte Georg Wickop (1861–1914) und der Bau ging in den Jahren 1911/12 zügig voran, so dass das Denkmal bereits am 18. Oktober 1912 eingeweiht werden konnte. Erbaut wurde der Bismarckturm aus Beton.
Das Eingangsportal wird von vier zylindrischen Säulen flankiert, die eine die Inschrift „Bismarck“ einrahmende dreieckige Giebelplatte stützen. Vor dem Eingangsportal liegt eine Terrasse, die über die etwa 10 m breite Treppe betreten werden kann, die von dem großzügig angelegten Vorplatz ausgeht. Auf den beiden Podestsockeln befanden sich ursprünglich ebenfalls Flammenschalen.
Eine Bronzebüste Bismarcks, die von dem Münchener Bildhauer Karl Killer angefertigt wurde, steht in der Eingangshalle. Der Hintergrund der Apsis der Bismarckbüste ist mit einem Goldmosaik versehen, in dem ein Spruch des griechischen Dichters Aischylos zu lesen ist: „Was soll ich fürchten, dem zu sterben nicht bestimmt ist“. Auf der der Büste gegenüberliegenden Wand ist ein Bismarck-Wappen befestigt.
Der Turm wird von einem 5,90 m hohen durchbrochenen Aufsatz gekrönt, der von 16 einfachen Pfeilern getragen wird; hier befinden sich auch die 6 Feuerschalen.
Von der Eingangshalle aus führt eine Treppe mit 106 Stufen zu der obersten Aussichtsplattform im fünften Stock des Turmes. Vom vierten Stock aus können die Besucher über eine Wendeltreppe diese Aussichtsplattform und den Umgang erreichen.

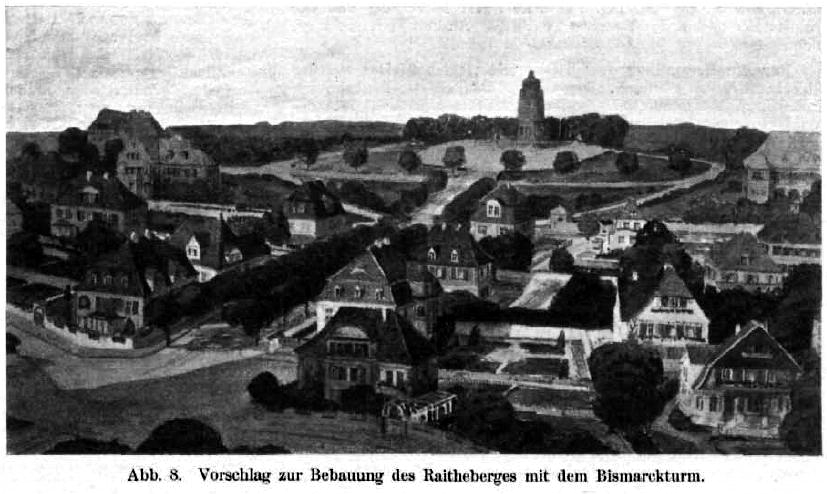
Bild eines Bebauungsvorschlages
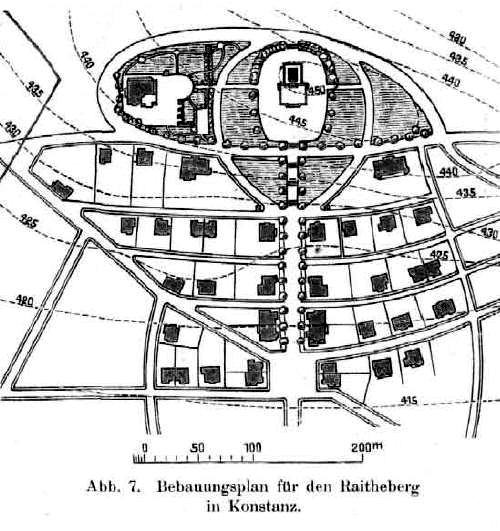
Planzeichnung zur Bebauung
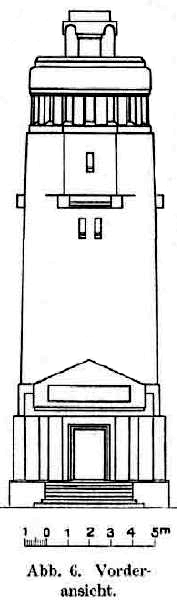
Seitenansicht Bauplan
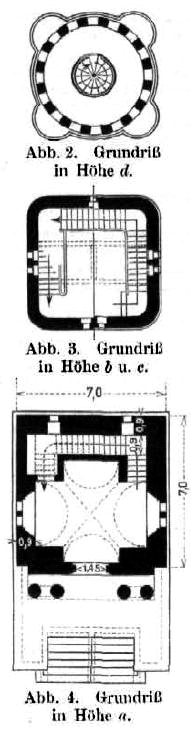
Schnittbilder auf verschiedenen Höhen

## Nutzung
Von 1913 bis 1944/45 wurden jährlich zu Bismarcks Geburtstag am 1. April und am Tag der Sommersonnenwende am 21. Juni Feuer in den Flammenschalen entzündet. Die Flammenschalen wurden mit Öl befeuert. Die Ölversorgung der Feuer wurde durch eine Drucköl-Tankanlage im Untergeschoss des Gebäudes gewährleistet; das Öl wurde mit Hilfe von Kohlenstoffdioxid-Gas hochgedrückt, das notwendige Kühlwasser mit einer Handpumpe.
In den Jahren von 1980 bis 1997 hatte die Funkgemeinschaft Konstanz den Turm angemietet, von März 1997 bis 2007 war der Ortsverband Bodensee des Deutschen Amateur-Radio-Clubs e. V. dort Mieter.
Der aktuelle Mieter des Turms ist die Narrengesellschaft Seehasen Konstanz e. V. Sie nutzt die Räumlichkeiten als Vereinsmuseum und öffnet die Aussichtsplattform regelmäßig für die Öffentlichkeit.

## Öffnungszeiten
Zwischen April und Oktober ist der Turm und die Aussichtsplattform regelmäßig an Sonntagen zwischen 13:00 und 17:00 Uhr geöffnet. Genaue Termine sind auf der Website der Narrengesellschaft Seehasen Konstanz e. V. zu finden.